# Letovicko
Letovicko je svazek obcí v okresu Blansko, jeho sídlem jsou Letovice a jeho cílem je regionální rozvoj obecně. Sdružuje celkem 16 obcí a byl založen v roce 2000.

## Obce sdružené v mikroregionu
- Deštná
- Horní Poříčí
- Horní Smržov
- Chrudichromy
- Křetín
- Lazinov
- Letovice
- Míchov
- Pamětice
- Petrov
- Prostřední Poříčí
- Roubanina
- Skrchov
- Stvolová
- Vísky
- Vranová